# Ofensiva de primavera
L'ofensiva de primavera o Kaiserschlacht fou el conjunt d'atacs alemanys al front occidental de la Primera Guerra Mundial realitzats a partir del 21 de març de 1918. L'objectiu era intentar derrotar els aliats abans que l'equilibri de recursos humans i materials es decantés definitivament a favor dels aliats, especialment després de l'entrada en guerra dels Estats Units.

### Context bèl·lic a 1918

##### Front Oriental
Després de tres anys de guerra, tots els bel·ligerants europeus ja sentien la força de la fatiga, les protestes i les fams, tant a la rereguarda com als fronts, que havien sacsejat el continent durant l'any 1917. L'Imperi Rus, una de les potències més castigades per les derrotes militars, finalment firma un armistici el 15 de desembre gràcies al cop d'estat dels bolxevics encapçalats per Lenin (Revolució d'Octubre). El líder comunista va ser enviat i finançat a Rússia per l'Imperi Alemany amb l'objectiu de desestabilitzar internament el tsarisme. Malgrat això, els últims enfrontaments a territori rus transcorreran durant les negociacions de pau a Brest-Litovsk perquè la delegació bolxevic es nega a acceptar les dures imposicions que exigien els alemanys, com la independència de Finlàndia, Ucraïna, els països bàltics, el Caucas, Polònia, els territoris de la "Rússia blanca" (Bielyrus, ara Belarús) i Bessaràbia. Com els alemanys tenen impaciència per acabar a l'est i redirigir les seves forces a l'oest, i els bolxevics no tenen cap forma d'oposar resistència davant la nova ofensiva, s'acaba arribant a un tractat de pau el 3 de març. "L'Estat Major Alemany es va alleujar: estava ansiós per tornar la seva potència militar contra el front occidental". Tot i això, les tropes alemanyes continuarien amb l'ocupació d'Ucraïna, ja que el seu blat era indispensable per evitar la fam total a Alemanya a causa del bloqueig marítim britànic. Quan el dia 12 van ocupar Odessa, per primera vegada a la història una potència abastava el seu control a Europa des del Mar del Nord fins a la mar Negra, "cosa que no havia aconseguit ni Napoleó".

Concessions territorials dels bolxevics al tractat de Brest-Litovsk

#### La situació de l'Entesa i el Front Occidental
En un primer moment els esdeveniments a Rússia durant el 1917 son percebuts amb optimisme pels aliats de la Entesa, ja que elimina l'inconvenient del tsar per una figura propera a la socialdemocràcia com Kerenski. Tanmateix la consecució d'una revolució comunista i la pau amb els Imperis Centrals provoca l'enemistat dels antics aliats, que temen que entre els seus exèrcits esgotats sorgeixi la temptació de fer "com a Rússia". El desig de continuar la guerra i l'esperança d'acabar-la es trobaven en conflcite en el si de totes les nacions. Amb la caiguda de Rússia, però, s'anúnciava una nova revifada del fervor patriótic, tant en alemanys, que veien victòria i avenç rere avenç, com entre els aliats, que ara ratificarien la decisió de lluitar fins a la victòria total. Entre aquests últims, l'imperatiu moral de la victória encara s'abanderava públicament i popularment; a un discurs a Edinburgh el 10 de gener, Arthur Balfour va declarar que els horrors de la guerra no eren "res" en comparació a una "pau alemanya". A un i altre bàndol s'ha concentrat els poders en les mans dels militars, que esclafen qualsevol mena de voluntat disruptiva o volgudament pacífica. L'1 de febrer del 1918, per exemple, mariners austríacs s'amotinen a Cattaro, la principal base naval d'Àustria-Hongria i quatre homes són executats.
Un dels gran pesos que començaria a notar-se al 1918 seria l'arribada cada cop més constant de soldats americans al front occidental. L'adhesió dels EEUU a l'Entesa contra Alemanya i Àustria-Hongria s'havia produït el 1917, però amb la dificultat logística i temporal de reclutar, entrenar i transportar l'exèrcit complert a Europa, així com la pretensió de John Pershing, comandant de la força expedicionària nord-americana (AEF), de no adherir les seves unitats als exèrcits britànics i francesos, la seva participació encara no significava un gran trencament. No obstant això, desequilibrava la balança existent entre els dos blocs, al ser la primera potència industrial i agrícola mundial, i la segona comercial. L'efecte determinant seria la infusió de forces nord-americanes fresques i amb una fe en la victòria que els europeus havien perdut a les trinxeres, que a més a més donaria una nova perspectiva ideològica a la guerra com a missió en defensa del dret, la democràcia i l'autodeterminació dels pobles. Aquestes pretensions es concretarien el 8 de gener en els 14 punts del president Wilson, encarant ja un possible futur d'Europa, que per l'historiador Martin Gilbert: "intentaven ser una rèplica al creixent atractiu del bolxevisme entre els soldats de les Potències Centrals, i intentant ser més interessant que una pau inspirada pel bolxevisme".
A Gran Bretanya, Lloyd George i Churchill planejarien noves estratègies per portar la victòria sobre Alemanya al 1919. Amb aquesta visió Churchill va a assegurar a Lloyd que produiria 4.000 tancs per l'abril de 1919, en una programació de tretze mesos; "La victòria només vindria, li va dir al Primer Ministre, quan Gran Bretanya i França tingués exèrcits més forts i millors que els d'Alemanya". Pel 1919 l'exèrcit nord-americà ja seria un factor decisiu i l'Estat Major Alemany ho sabia. L'imperi austro-hongarés era el principal objectiu de la diplomàcia dels aliats, i, malgrat que el sentiment de resentiment contra Alemanya començava a estendre's, aquests havien de considerar la possibilitat de una victòria militar alemanya. L'exministre d'assumptes exteriors austriac, el Baró Burian, va escriure al seu diari: "Ningú escoltarà ara a la paraula pau. Tot es basa en la pròxima ofensiva, com si tothom s'encomanés sense titubejar a la decisió de la fe".
Els Imperis Centrals es trobaven a la vora del col·lapse, la seva població estava famolenca i els Aliats disposaven no només del seu magatzem colonial sinó del dels Estats Units, però ara l'Estat Major Alemany, encapçalat per Ludendorff (Generalquartiermeisteres) com adjunt del cap de l'estat major, Paul von Hindenburg, estaven disposats a jugar totes les seves cartes en la que es convertirà en la major i més essencial aposta militar terrestre de la guerra i, fins l'Operació Barba-roja a la Segona Guerra Mundial, de la Història.

### L'ofensiva final

#### Preparació
Amb la transferència de 90 divisions de l'est i la resta de fronts estabilitzats a Europa (algunes d'elles entre les millors de l'exèrcit) els alemanys compten amb la superioritat numérica i armamentística sobre britànics i francesos, al estar definitivament lluitant en un sol front tal com en un inici llunyà, al 1914, s'havia planejant (Pla Schlieffen). Havien de guanyar la guerra amb rapidessa (calculaven que sis mesos) abans que l'acumulació de nordamercians decantés la balança en contra seu. El temps també jugava en contra dels recursos quasi esgotats dels germànics. Aquest atac colossal es veuria precedit, començant el 9 de març, per un bombardeig preliminari d'artilleria.
Fins aquell moment la iniciativa militar l'havien pres les potències aliades: al Somme, a Ypres (Passchendaele) i a Cambrai. Cadascuna d'elles els fa ver pagar un alt preu contra la superioritat de les fortifiacions i línies defensives alemanyes de la Linia Hindenburg. Aquestes defenses atrinxeraven als alemanys en territoris francesos i belgues. Això els va fer acordar que no hi haurien noves operacions al 1918, i per aquest motiu les tropes britàniques de Douglas Haig es van posicionar com a tals i, per tant, no en les millors posicions defensives.

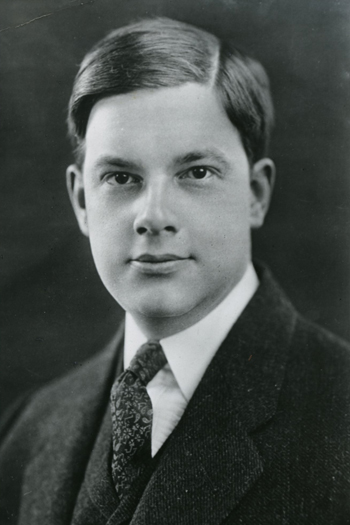
Joyce Kilmer (1886-1918)

En els sondatges preliminaris, el 7 de març, un bombardeig alemany va fulminar a dinou nordamercians de la 42na divisó Rainbow, l'única estacionada a França des de 1917. Al seu funeral es va llegir un poema de Joyce Kilmer:
…death came flying through the air 
And stopped his flight at the dugout stair,
Touched his prey— 
And left them there— 
Clay to clay.
He hid their bodies stealthily 
In the soil of the land they sought to free, 
And fled away.
Els bombardejos van iniciar-se el 9 de març, amb atacs de gas en els que es van disparar mig milió de projectils de gas mostassa i fosgen, amb l'objectiu de separar i acabar amb un dels dos exèrcits als que s'enfrontaven: s'havia d'empenyer als britànics del Somme i als francesos de l'Aisne i intentar amenaçar París com al 1914. Ludendorff creu que els britànics donaràn prioritat als ports del canal de la Mànega i els francesos defensaràn la seva capital, i esta preparat per explotar aquestes debilitats. El 19 de març durant un d'aquests atacs preventius , proper a Saint Quentin, els britànics van disparar vuitanta-cinc tones de gas fosgen, acabant amb la vida de dos-cents cinquanta alemanys.

##### Tàctiques alemanyes a les ofensives d'estiu

###### Els soldats d'assalt
Les tàctiques i estratègies tradicionals que van aplicar-se a l'inici de la Primera Guerra Mundial van demostrar estar obsoletes enfront de la innovadora guerra moderna. En la mesura del possible tots els exèrcits van haver de desenvolupar noves doctrines que tinguessin en compte les emergents noves eines de la guerra: trinxeres, tancs, avions, artilleria, metralladores, llançaflames, etc. Una de les noves adaptacions de les tàctiques a les noves armes les desenvolupen els alemanys amb infiltracions de petites unitats a l'altre cantó de la línia enemiga per intentar substituir les onades successives d'homes cap a nius de fusells i metralladores.
Ludendorff no només volia trencar la línia enemiga sinó que volia superar-la per tal de concebre el camp de batalla com un escenari en moviment, molt diferent de l'antiga doctrina del camp de batalla immòbil, on cada centímetre de terra s'havia de defensar fins a la mort. Aquesta tàctica havia estat la predominant en la que havia estat la major ofensiva alemanya al Front Occidental de la guerra, a Verdun, on onades de soldats s'havien llençat a camps de tir per a caure una rere l'altra. Els objectius estratègics, on grans formacions lentes encerclaven exèrcits eren impossibles d'aconseguir a un front Occidental excavat de trinxeres. Un capità de l'exèrcit francès, André Laffargue, va ser un dels primers a escriure sobre les realitats de la guerra de trinxeres i de com petites formacions concentrades de tropes necessitarien operar independentment, en oposició a les rígides directrius de l'alt comandament.

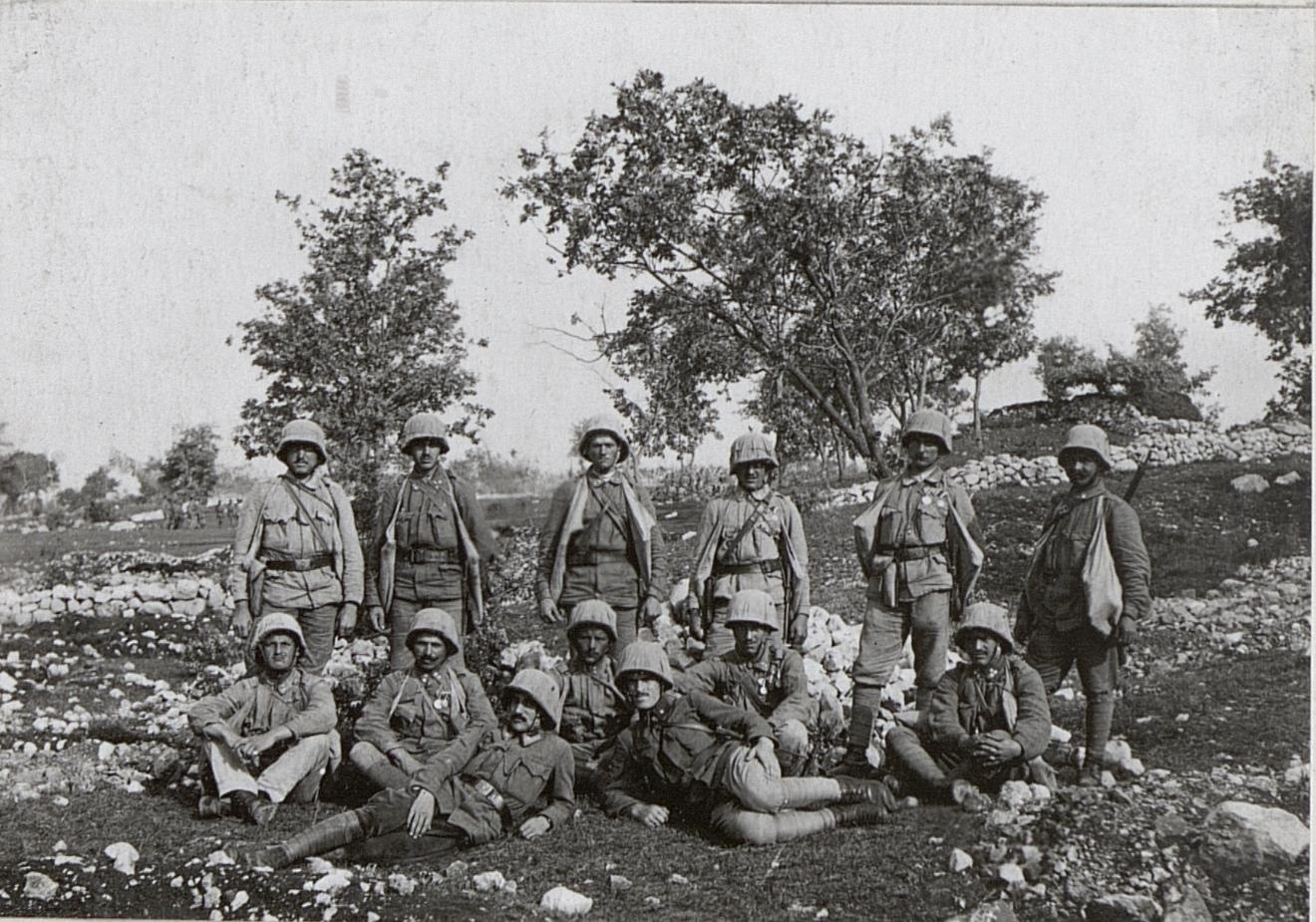
Soldats d'assalt al front de l'Isonzo

Els alemanys van iniciar els seus progames de tàctiques d'assalt i infiltració al front Oriental d'on van inspirar-se en les tàctiques de xoc russes de l'Ofensiva Brussílov (on sobtats però massius i precisos bombardejos d’artilleria, anaven seguits ràpidament per apinyades tropes de xoc).
Oskar von Hutier, comandant del vuitè exèrcit, va combinar i aplicar amb èxit aquestes dues experiències en la conquesta de Riga després de dos anys de setge, el 3 de setembre de 1917. En comptes d'acumular onades d'assalts sobre els punts de resistència enemiga va aplicar la infiltració de petits grups, que esquivaria aquests punts forts i atacaria els més febles. La flexibilitat seria fonamental en aquestes noves tropes de xoc ràpides i versàtils. Es van escollir dos tipus específics d’infanteria alemanya per formar el cos dels soldats d’assalt: el Cos de Jägers, infanteria lleugera especialitzada en operar en unitats petites, i el Cos de Pioners, experts en operacions d’unitats petites sota una jerarquia baixa de comandament i en aixecar o superar obstacles, el que els feia perfectes per assaltar posicions enemigues. El seu funcionament trencava amb la l’antiga doctrina prussiana de lideratge dintre de les forces armades alemanyes. Les ordres arribaven de dalt de tot i els oficials ho coordinaven amb els seus superiors, però per a que els soldats d’assalt fossin efectius això tenia que canviar.

##### De Michael a Amiens
Els atacs alemanys s'iniciaren el 21 de març amb l'Operació Michael, on es trobava el vèrtex francobritànic, que gairebé aconseguí separar els britànics de la resta d'aliats. Otto von Below comanda el 17è exèrcit, Georg von Marwitz el 2n i Oskar von Hutier el 18è, amb l'objectiu d'avançar el seu front de 80 quilòmetres des d'Arràs a Saint Quentin i La Fère. La zona la defensa el 3r exèrcit del general Julian Byng i el 5è exèrcit del general Sir Hubert Gough. Els britànics creuen que l'atac vindria des de més al sud a Flanders, on eren més forts. Al vèrtex, però, divisions dissenyades per ser 12.000 efecius no contaven amb més de 6.000. El bombardeig del 21 va durar cinc hores. A cinc minuts de les 11 del matí el general Gough a una milla del front recorda que: 
"Em vaig despertar a la meva habitació a Nesle amb el soroll d'un bombardeig tant ferm i prolongat que em va donar una inmediata impressió d'un devastador, trencador poder." 
Al front aeri, 326 avions de combat alemany s'enfrontaven a 261 britànics. La sorpresa i la commoció aplasta als britànics a terra, on els alemanys aconsegueixen avanços de més de 7 quilòmetres i 21.000 presoners britànics. El 5è exèrcit britànic cau en la confusió, exposant el flanc dret del 3é exèrcit de Byng, que amb un front més estret, retrocedeix al riu Somme en bon ordre. Segons Martin Gilbert, Winston Churchill, que es trobava visitant una de les casernes del front quan va començar el bombardeig va escapar just a temps abans que els alemanys envaïssin la posició. Els alemanys tornaven a protagonitzar una guerra en moviment, massa ràpida per a que el 5è exèrcit resistís, malgrat que els seus soldats van intentar-ho. A Manchester Hill, un regiment britànic va lluitar fins l'últim home. El tinent coronel Elstob, des de la seva trinxera, va negar l'oferta alemanya de rendir-se, pel que va ser disparat. Quan la noticia va arribar al públic se li va guardonar pòstumament la Victoria Cross. Pobles sençers que els britànics defensaven van ser destruits per defensar-los fins l'últim home, com Maissemy o Le Verguier. La intensitat del combat dels següents dies es mostren en l'informe alemany del 5è exèrcit que deia:

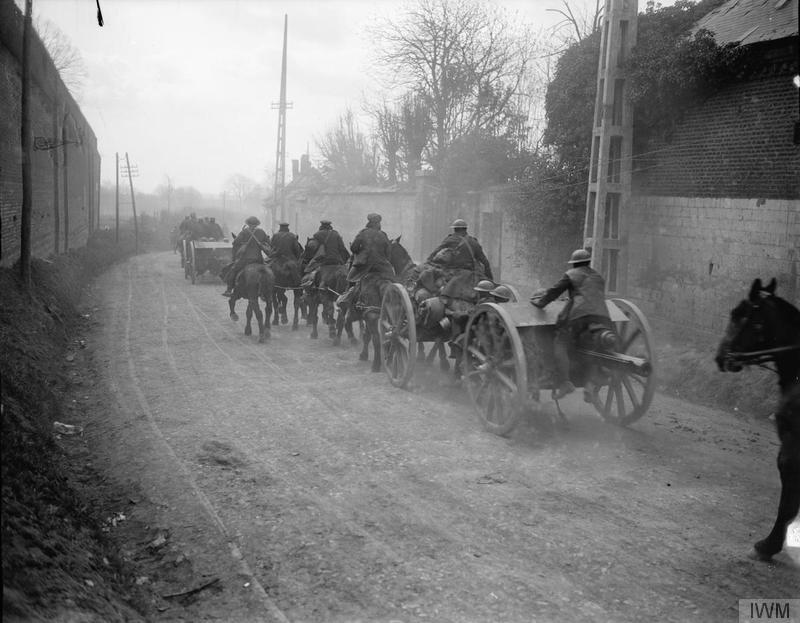
Una peça d'artilleria creua Mailly-Maillet per fer front a l'avenç alemany, 26 de març, 1918.

‘El 7é Cos cobreix la retirada del grup principal fins al punt de destruir-se a si mateix.’
El caos i la preocupació s'estenia entre els aliats. Cinc divisions franceses van precipitar-se a assistir als britànics a la vora del seu front, però van ser empesos. L'alarma va portar a Lloyd George a comunicar-se amb l'embaixador britànic a EEUU, Lord Reading a qui li digué: 
‘Hauria d'apel·lar al President perquè abandoni totes les qüestions d'interpretació dels acords anteriors i enviï a la infanteria el més ràpid possible sense necessitat de transport o altres càrregues. Aquesta situació és sens dubte crítica i si els Estats Units es retarden ara pot ser que sigui massa tarda.’

Ofensives de primavera 1918

La resposta del President Wilson va ser ràpida: les tropes nord-americanes ja situades a França s'acoplarien amb britàniques i franceses, sense esperar que fossin prou grans per formar brigades per elles mateixes. L'amenaça de que els alemanys aconseguissin separar als francesos i britànics, quan els primers van travessar el Somme, va provocar una crisis a l'Alt comandament aliat. Douglas Haig va instar a Pétain a enviar tropes franceses a ajudar, però Pétain es va negar, tement que els alemanys llancessin una ofensiva a Champagne. Mentrestant, el 25 de març els alemanys van avançar entre els dos aliats, capturant Bapaume i Noyon, capturant fins a 45.000 presoners.
Ludendorff dona noves ordres als seus comandants: Marwitz es dirigiria a Amiens, el més important nexe ferroviari de la zona, mentre que Hutier seria enviat a París. Von Below continuaria cap als ports de la costa nord.

##### Foch pren el comandament
Després d'una conferència de generals i politics a Doullens, Ferdinand Foch és nomenat coordinador de totes les forces aliades al Front Occidental. El general Byng, al nord del Somme, atura als alemanys que reprenen la seva ofensiva amb l'operació Mart, objectiu de la qual és Arras, però fracasen, posant punt final als esforços alemanys al nord del Somme. La lluita al sud del Somme arriba a Montdidier, a 64 quilòmetres de distància del punt de partida del 21 de març, molt proper a Amiens i a 80 de París. Tanmateix, les tropes alemanyes encapçalades pels soldats d'assalt porten una setmana avançant a peu, atacant i defensant-se de ferotges contraatacs britànics que resisteixen amb coratge un atac sense precedents. A The Turning Points of History, Lord Birkenhead va escriure del general Gough, que va ser rellevat del comandament del 5é exèrcit pel seu fracàs al front i humiliat a la Cambra dels Comuns sense tenir en compte la naturalessa de l'assalt, la defensa i la manca d'homes: 
«I encara amb tanta temeritat i coratge ell va continuar oposant-se i amortiguant l'avanç de l'enemic que, després de passar la primera terrible quinzena, el front encara aguantava i l'última acció de Ludendorff havia evidentment fracassat. Amiens va ser salvada; igual que París, iqual que els ports del Canal, igual que França, igual que Anglaterra.»
El 4 d'Abril els alemanys tornen atacar Villers-Bretonneux, però tropes britàniques i australianes els van frenar, mentre cinc divisions franceses van avançar al sector de Castel-Cantigny. Al dia següent, el 5 d'Abril, Ludendorff ordena la interrupció de l'Operació Michael, al haver constatat que l'atac a Amiens no aconseguirà una victòria decisisva. Les seves forces han infringit prop de 210.000 baixes sobre britànics i francesos, malgrat que les pèrdues alemanyes son de calibres semblants, especialment entre les unitats d'elit dels soldats d'assalt que van ser la punta de llança de l'ofensiva. Ara Ludendorff dirigirà l'atenció a altres sectors, per intentar repetir l'èxit de Michael, havent avançat 65 km arribat el vuité dia, desplaçar el front uns 100 km cap a l'oest i amenaçat París per primera vegada des de 1914. Les subsegüents ofensives alemanyes, Georgette,(Batalla de Lys) Gneisenau i Blücher-Yorck (Tercera Batalla de l'Aisne) també aconseguiren guanys importants i quan, el comandament alemany deturà els atacs, el juliol de 1918, els guanys territorials havien estat enormes. Nogensmenys, no s'aconseguí l'objectiu estratègic d'una victòria ràpida i les forces alemanyes quedaren greument delmades i en posicions molt menys segures defensivament que les de la Línia Hindenburg.